# Achim Beiersmann
Achim Beiersmann (* 26. Oktober 1979 in Schwelm) ist ein ehemaliger deutscher Basketballspieler. Der 1,80 Meter große Aufbauspieler bestritt neun Partien in der Basketball-Bundesliga für Schwelm.

## Laufbahn
Er spielte in der Jugend der TG Rote Erde Schwelm. Im Jahr 2000 stieg Beiersmann mit den Schwelmer Baskets in die 2. Basketball-Bundesliga auf. Nach vier Jahren in der zweithöchsten deutschen Klasse schaffte er mit Schwelm 2004 als Meister der Nordstaffel den Aufstieg in die Bundesliga. Im „Oberhaus“ absolvierte Beiersmann im Laufe der einzigen Schwelmer Bundesliga-Saison neun Einsätze und verbuchte einen Punktedurchschnitt von 1,7 je Begegnung.
Nach dem Bundesliga-Abstieg und dem Rückzug in die Regionalliga blieb Beiersmann der Mannschaft treu. 2010 stieg er mit Schwelm von der Regionalliga in die 2. Bundesliga ProB auf. In der Saison 2010/11 kam er noch zu Einsätzen in der ProB, zog sich aus Verletzungsgründen jedoch im Laufe des Spieljahres nach 14 Jahren aus der Schwelmer Herrenmannschaft zurück. Im Oktober 2011 wurde er als erste Person in die „Ruhmeshalle“ der TG -Rote-Basketballer aufgenommen.